# Treffurter Stadtwald nördlich Treffurt
Treffurter Stadtwald nördlich Treffurt este o arie protejată (arie specială de conservare — SAC, sit de importanță comunitară — SCI) din Germania întinsă pe o suprafață de 352 ha, integral pe uscat.

## Localizare
Centrul sitului Treffurter Stadtwald nördlich Treffurt este situat la coordonatele 51°09′39″N 10°14′10″E / 51.1608°N 10.2361°E.

## Înființare
Situl Treffurter Stadtwald nördlich Treffurt a fost declarat sit de importanță comunitară în iunie 2004 pentru a proteja 7 specii de animale. Situl a fost protejat și ca arie specială de conservare în iulie 2008.

## Biodiversitate
Situată în ecoregiunea continentală, aria protejată conține 3 habitate naturale: Peșteri inaccesibile publicului, Păduri de fag Asperulo-Fagetum, Păduri de fag din Europa Centrală dezvoltate pe sol calcaros cu Cephalanthero-Fagion.
La baza desemnării sitului se află mai multe specii protejate:
- păsări (4): ciocănitoarea de stejar (Dendrocopos medius), ciocănitoare neagră (Dryocopus martius), gaia roșie (Milvus milvus), ciocănitoare verzuie (Picus canus)
- mamifere (3): liliac cu urechi mari (Myotis bechsteinii), liliac comun (Myotis myotis), liliacul mic cu potcoavă (Rhinolophus hipposideros)

Pe lângă speciile protejate, pe teritoriul sitului au mai fost identificate 4 specii de plante, 2 specii de mamifere, 1 specie de reptile.